# Hautot-sur-Seine
Hautot-sur-Seine là một xã thuộc tỉnh Seine-Maritime trong vùng Normandie miền bắc nước Pháp.

## Huy hiệu
| Arms of Hautot-sur-Seine | The arms of Hautot-sur-Seine are blazoned: Gules, a chevron between 2 ears of wheat Or and a trefoil argent. |